# مارهای پرنده
مارهای پرنده (نام علمی: Chrysopelea) که بیشتر به عنوان مار پرنده (flying snake) یا مار سُرنده (gliding snake) شناخته می‌شود، سرده‌ای است که از خانواده قمچه‌ماران است. مارهای پرنده به‌نسبت سمی هستند، اگرچه سم تنها برای طعمه کوچک آنها خطرناک است. محدوده آنها در جنوب شرق آسیا (سرزمین اصلی (ویتنام، کامبوج، میانمار، و لائوس)، اندونزی و فیلیپین)، جنوبی‌ترین بخش چین، هند و سریلانکا است.